# Assins
Assins' (sing. assim; em assim: Asen ou Assin) são uma das maiores subdivisões dos povos acãs e habitam a Região Central do Gana, onde estão cercados pelos denquieras e tuifos a oeste, adanses a norte, aquiéns a leste e fantes ao sul. Se dividem em dois subgrupos, os apemanins ou apimenens que vivem a leste da estrada Cape Coast-Cumasi com capital em Manso, e os atendansus ou atendansos, que vivem a oeste da mesma estrada com capital em Niancumasi. Segundo estimado em 1999, há 135 000 assins.